# Parque Florentino Ameghino

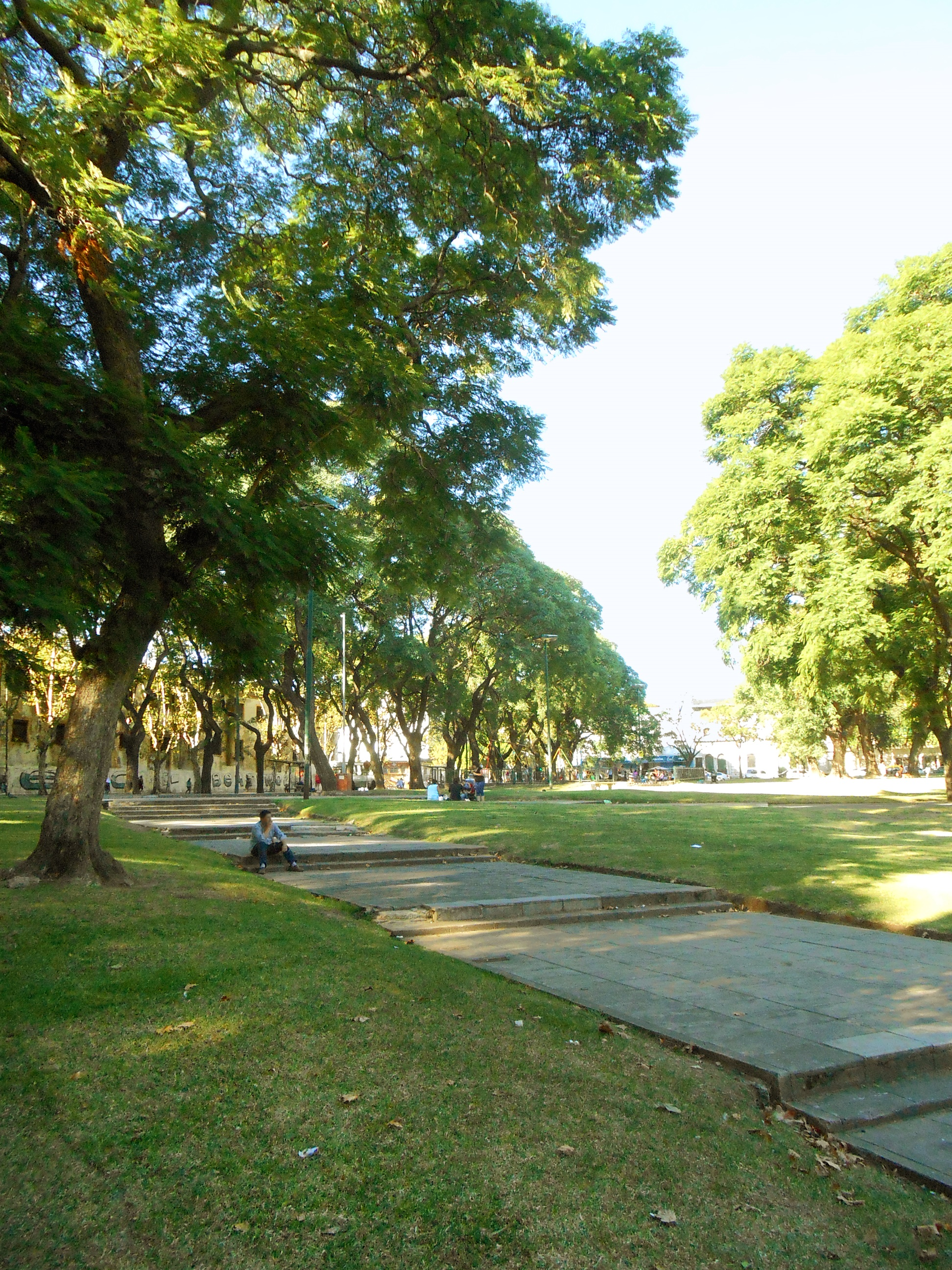
Parque Ameghino.

El Parque Florentino Ameghino también llamado "Plaza Florentino Ameghino", se encuentra en el barrio de Parque Patricios en la Ciudad de Buenos Aires, Argentina. 

## Características y ubicación
Posee una superficie suavemente ondulada y está densamente arbolado. Tiene caminitos, bancas, juegos para niños y una fuente.
Se encuentra limitado por la avenida Caseros, enfrentada a la antigua fachada de la ex-Cárcel de Caseros. Enfrentando con la calle Uspallata se encuentra el Hospital Muñiz, y en diagonal con la avenida Caseros y la calle Santa Cruz se encuentra la Administración Nacional de Medicamentos, Alimentos y Tecnología Médica. Posee un área de 46.622 metros cuadrados.

## Historia
En la época de la colonia, en ese barrio había solo saladeros y mataderos, y más lejos las quintas de las familias ricas porteñas. Posteriormente se construyó un predio que perteneció a Antonio José de Escalada y a Carlos de Escalada. En este lugar falleció a muy temprana edad la esposa de José de San Martín, la señora Remedios de Escalada el 3 de agosto de 1823.
El 20 de diciembre de 1867 fue comprado por la Municipalidad de Buenos Aires a Claudio Mejía. El 24 se inauguró como Cementerio Público del Sud el cual al principio recibía a los fallecidos por cólera, pero tras la epidemia de fiebre amarilla también acogió a las víctimas quedando repleto. En 1872 se clausura momentáneamente luego de recibir más de 15.000 fallecidos. 
Por sesión del 10 de mayo de 1872 se aprobó la creación de un monumento en el parque en recuerdo a los fallecidos por la fiebre amarilla de 1871.
Fue clausurado definitivamente el 24 de agosto de 1882. Posteriormente varios cuerpos acumulados en el predio fueron trasladados a otros cementerios, como el caso del escritor José Mármol y del médico Francisco Muñiz que fueron llevados al Cementerio de la Chacarita. Muchos cuerpos pero no todos fueron exhumados, de hecho en 1940 al remodelarse el parque se hallaron varios ataúdes y restos humanos, se sospecha que actualmente quedan algunas tumbas bajo la superficie, como la de la esposa del general Gregorio Aráoz de Lamadrid. 
Desde el año 1882 fue llamado Parque Bernadino Rivadavia. En el año 1928 se cambió su nombre y el nombre de Parque Rivadavia pasó al actual Parque en Avenida Rivadavia y antiguamente llamado Quinta Lezica.
El nombre que actualmente lleva el parque homenajea al eminente naturalista argentino Florentino Ameghino.

## Monumento a los caídos de la fiebre amarilla

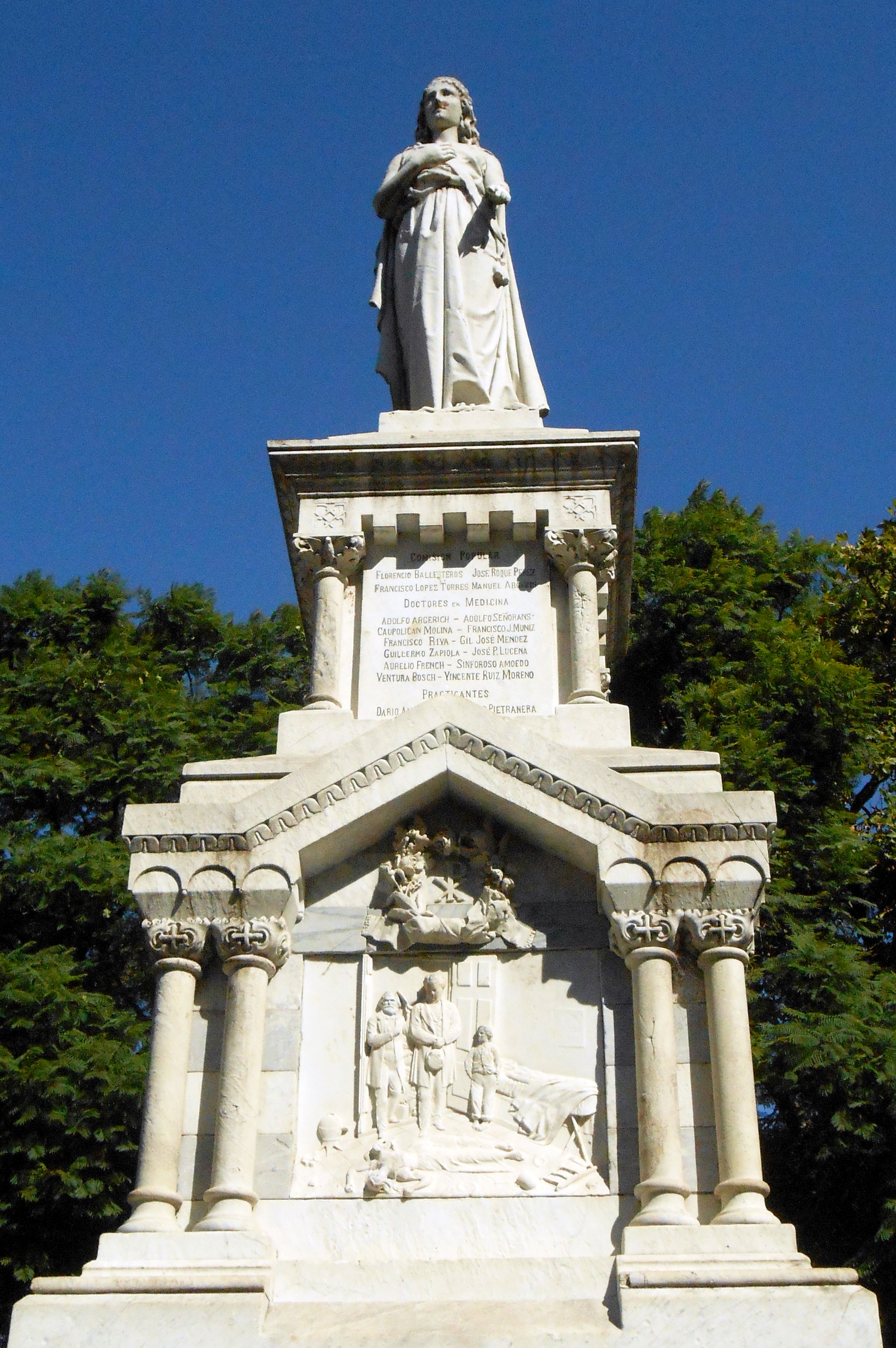
Monumento erigido en 1873 a los caídos por la fiebre amarilla de 1871.

En el centro geográfico del parque se encuentra el Monumento a los caídos de la fiebre amarilla que recuerda  a los caídos en cumplimiento del deber durante la epidemia de fiebre amarilla y las víctimas de esa cruel enfermedad. 
Consta de laterales donde se encuentran los nombres de los caídos siendo estos médicos, farmacéuticos, personal de Comisión de higiene entre otros. También cuenta con la representación en mármol de la famosa pintura en óleo sobre tela del episodio de la Fiebre Amarilla, ocurrida en Buenos Aires en 1871, por Juan Manuel Blanes.
Este monumento fue realizado por el escultor uruguayo Juan Manuel Ferrari.